# كريستا بالمر
كريستا بالمر (مواليد 13 يونيو 1992) هي غطاسة أمريكية، فازت بالميدالية البرونزية في أولمبياد طوكيو 2020.